# Phileurus affinis
Phileurus affinis är en skalbaggsart som beskrevs av Hermann Burmeister 1847. Phileurus affinis ingår i släktet Phileurus och familjen Dynastidae. Inga underarter finns listade i Catalogue of Life.